# Sutte
Sutte er gentagne gange at skabe undertryk i mundhulen, ofte med det formål at få noget at spise. 
Noget af det første, et nyfødt barn lærer, er at sutte modermælk i sig fra moderens bryst.
Andre udtryk for "sutte", som mest bruges om dyreungers adfærd, er patte eller die, begge med det ene formål at tage føde til sig og sikre overlevelse.